# Elseya albagula
Espèce
Elseya albagula est une espèce de tortue de la famille des Chelidae.

## Répartition
Cette espèce est endémique du Queensland en Australie. Elle se rencontre dans le bassin des fleuves Fitzroy, Burnett et Mary.

## Description
La carapace mesure jusqu'à 420 mm.

## Publication originale
- Thomson, Georges & Limpus, 2006 : A new species of freshwater turtle in the genus Elseya (Testudines: Chelidae) from Central Coastal Queensland, Australia. Chelonian Conservation and Biology, vol. 5, no 1, p. 74-86 (texte intégral).